# Kedoyo
Kedoyo is een bestuurslaag in het regentschap Tulungagung van de provincie Oost-Java, Indonesië. Kedoyo telt 5106 inwoners (volkstelling 2010).